# Кучинский, Юрген
Ю́рген Кучи́нский (нем. Jürgen Kuczynski; 17 сентября 1904, Эльберфельд, Германская империя — 6 августа 1997, Берлин, Германия) — немецкий экономист и историк, советский разведчик. Иностранный член АН СССР с 1 июня 1976 года.

## Биография
Юрген Кучинский родился в семье учёного экономиста и статистика Роберта Рене Кучинского. Брат Рут Вернер. В 1912—1921 годах учился в гимназии в берлинском районе Целендорф, по окончании гимназии изучал экономику, философию и историю в учебных заведениях Берлина, Эрлангена и Гейдельберга в 1921-1924 годах. В 1925 году защитил диссертацию на тему «Значение экономики». В том же 1925 году в Эрлангене, ему было присвоено звание доктора философии. Прослужив недолго в Берлинском банке в 1925-1926 годах, Юрген отправился в Америку.
Занимался в аспирантуре Брукингского института в Вашингтоне 1926-1927 годах, основал исследовательское бюро и стал главным статистиком Американской федерации труда в 1927-1929 годах. В качестве корреспондента работал в США для советской газеты «Индустриализация» (1929-1930), издавал в Берлине «Финанц-политишен и корреспонденц» (1929-1933), а после вступления в Коммунистическую партию Германии в 1930 году исполнял обязанности ещё и экономического редактора газеты «Die Rote Fahne» в 1931-1932 годах, руководил информационным отделом Революционной профсоюзной оппозиции (1930-1933), активно занимался организацией нелегального профсоюзного движения.
На подпольной работе состоял в общенациональном руководстве КПГ в 1933-1936 годах, издавал «Конъюнктурстатистише корреспонденц» в 1933-1934 годах. С 1936 года находился в эмиграции в Великобритании. Руководитель группы немецких коммунистов, сооснователь Культурного союза движения «Свободная Германия». Сотрудничал с советской военной разведкой в годы войны, оперативные псевдонимы «Каро» и «Пит».
На родину вернулся в 1945 году. Вступил в СЕПГ в 1946 году. Руководил Немецким центральным финансовым управлением в Берлине, был деканом факультета экономической истории Берлинского университета (1945-1947), председателем Общества германо-советской дружбы в 1947—1950 годах, депутатом Народной палаты (1949-1958), директором Немецкого института экономики в 1949—1952 годах, с 1955 года — член Академии наук ГДР. Основал и возглавил отдел экономической истории в институте истории, затем возглавлял Институт экономической истории АН ГДР в 1956-1968 годах, был председателем Национального комитета по экономической истории в 1965-1979 годах. С 1968 года на пенсии.
Сын Томас (род. 1944) — экономист.

## Сочинения
- История рабочих при капитализме 40 т.
- Диалог с правнуком
- Друзья и хорошие знакомые.
- История условий труда в США с 1789 по 1947 г. — Москва, 1948.
- История условий труда в Великобритании и Британской империи. — Москва, 1948.
- Очерки по истории мирового хозяйства. / Пер. с нем. И. А. Басовой ; Предисл. А. В. Морозова ; Под общ. ред. Г. С. Согомоняна. — Москва : Изд-во иностр. лит., 1954. — 191 с.
- Положение рабочего класса в Западной Германии (1945—1956 гг.). — Москва, 1957.
- Социологические законы // Вопросы философии. 1957, № 5.